# 20043 Ellenmacarthur
20043 Ellenmacarthur este o planetă minoră (asteroid) din centura de asteroizi. A fost descoperită pe 2 martie 1993 la Observatorul Siding Spring de Robert H. McNaught. 
Obiectul prezintă o orbită caracterizată de o semiaxă mare de 1,9694262 UAi, o excentricitate de 0,06, o înclinație de 18,26433 ° în raport cu ecliptica.